# GOLDEN☆BEST 中原理恵 Singles
『GOLDEN☆BEST 中原理恵 Singles』（ゴールデン☆ベスト なかはらりえ シングルズ）は、中原理恵のベスト・アルバム。発売日は2003年7月16日。発売元は、Sony Music House（現：Sony Music Direct）。規格品番：MHCL-305。

## 解説
各レコード会社から発売されている“ゴールデン☆ベスト”シリーズの中の1枚。
（中原理恵名義の）ファースト・シングル「東京ららばい」がヒットし、その年の第29回NHK紅白歌合戦にも出演した中原が歌った、シングルA面曲が収録されている。
収録曲のうち、「ロックンロール・ランデブーのテーマ」は初CD化となった。また、吉田拓郎の作曲による「銀河系まで飛んで行け！」は、キャンディーズのボックス・セット『CANDIES 1676 DAYS〜キャンディーズ1676日〜』の収録曲のカバーである。他に梓みちよがカバーしたバージョンも存在する。キャンディーズのものは、同じ“ゴールデン☆ベスト”シリーズの『GOLDEN☆BEST キャンディーズ』に収録されている。

## 収録曲
特記以外作詞:松本隆／作曲・編曲:筒美京平
1. 東京ららばい
2. ディスコ・レディー
3. マギーへの手紙
  - 編曲:鈴木茂・梅垣達志・萩田光雄
4. 枕詞（ピロー・トーク）
  - 編曲:矢野誠
5. Show Boat
  - 編曲:佐藤準
6. 寒い国から来た女
  - 編曲:萩田光雄
7. 懐かしのジョージ・タウン
  - 編曲:船山基紀
8. 横浜ブギウギ娘
  - 作詞:ちあき哲也、作曲:鈴木キサブロー、編曲:小泉宏
9. シェイク・シェイク…
  - 作詞:ちあき哲也、作曲:鈴木キサブロー、編曲:船山基紀
10. 死ぬほど逢いたい
  - 作曲:松宮恭子、編曲:大村雅朗
11. 愛してクレイジー
  - 作詞:麻木かおる、作曲:井上堯之、編曲:甲斐正人
12. 頬たたかれて
  - 作詞:橋本淳・糸井重里、作曲:井上堯之、編曲:甲斐正人
13. 風が吹いたら恋もうけ
  - 作詞:伊藤アキラ、作曲:大瀧詠一、編曲:矢野誠・飛澤宏元
14. さみしさ裏がえし
  - 作詞:下田逸郎、作曲:村下孝蔵、編曲:甲斐正人
15. 銀河系まで飛んで行け!
  - 作詞:喜多條忠、作曲:吉田拓郎、編曲:瀬尾一三
16. さよなら冷たいひと
  - 作詞:糸井重里、作曲・編曲:高橋幸宏
17. 千年接吻
  - 作詞:売野雅勇、作曲・編曲:井上大輔
18. 私小説
  - 作詞・作曲・編曲:かしぶち哲郎
19. ロックンロール・ランデブーのテーマ
  - 作詞:山崎真行・ジョニー大倉　作曲:内海利勝
  - "RIE" 名義で発売されたシングル盤。